# Cheap Thrills (singel Sii)
Cheap Thrills – drugi singel z siódmego albumu australijskiej piosenkarki Sii, zatytułowanego This Is Acting. Twórcami tekstu utworu są Sia oraz Greg Kurstin, natomiast jego produkcją zajął się Kurstin. Singel został wydany 18 grudnia 2015 roku, a jego wersja z Seanem Paulem została wydana 11 lutego 2016 roku.
Nagranie w Polsce uzyskało certyfikat dwukrotnie diamentowej płyty.

## Tło i skład
„Cheap Thrills” to energetyczny utwór w klubowym klimacie. Twórcami tekstu utworu są Sia oraz Greg Kurstin, natomiast jego produkcją zajął się Kurstin. Pierwotnie, utwór był napisany dla Rihanny, ale został odrzucony przez piosenkarkę oraz duet Icona Pop.

## Promocja

### Występy na żywo
27 stycznia 2016 roku, Sia wykonała „Cheap Thrills” w programie The Tonight Show Starring Jimmy Fallon.

### Lyric video
10 lutego 2016 roku, został wydany „lyric video” („teledysk tekstowy”) z gościnnym udziałem Seana Paula. W teledysku występuje anonimowa para z charakterystycznymi perukami na głowie, które stały się częścią image piosenkarki. Para wygrała konkurs tańca. Klip jest w kolorystyce czarno-białej.

## Lista utworów
- Digital download

1. „Cheap Thrills” (feat. Sean Paul) – 3:44
2. „Cheap Thrills” (Album Version) – 3:30

## Notowania
| Kraj (2016)                               | Najwyższa pozycja |
| ----------------------------------------- | ----------------- |
| Australia (ARIA)                          | 6                 |
| Austria (Ö3 Austria Top 40)               | 1                 |
| Belgia (Ultratop 50 Singles – Flandria)   | 3                 |
| Belgia (Ultratop 50 Singles – Walonia)    | 1                 |
| Czechy (Singles Digitál Top 100)          | 1                 |
| Dania (Tracklisten)                       | 2                 |
| Finlandia (Musiikkituottajat)             | 4                 |
| Francja (SNEP)                            | 1                 |
| Holandia (Single Top 100)                 | 3                 |
| Irlandia (IRMA)                           | 1                 |
| Izrael (Media Forest)                     | 1                 |
| Kanada (Billboard Canadian Hot 100)       | 1                 |
| Niemcy (Media Control Charts)             | 1                 |
| Norwegia (VG-lista)                       | 3                 |
| Nowa Zelandia (Recorded Music NZ)         | 3                 |
| Słowacja (Singles Digitál Top 100)        | 1                 |
| Stany Zjednoczone (Hot 100)               | 1                 |
| Szwajcaria (Singles Top 75)               | 1                 |
| Szwecja (Sverigetopplistan)               | 1                 |
| Wielka Brytania (Official Charts Company) | 2                 |
| Włochy (FIMI)                             | 1                 |